# Hyperkalzämie
Hyperkalzämie (auch Hypercalcämie) bezeichnet eine Störung des Calcium- und Phosphathaushalts, bei der ein erhöhter Calcium-Spiegel im Blutserum besteht. Grenzwert ist (je nach Labor) eine Konzentration ionisierten (ungebundenen) Calciums >1,3 mmol/l oder eine Gesamtcalciumkonzentration >2,7 mmol/l. Das freie Calcium ist die physiologisch relevante Größe, bei Interpretation der Gesamtcalciumkonzentration sind Abweichungen von der normalen Plasmaproteinkonzentration oder vom normalen pH-Wert zu berücksichtigen, da diese Größen den Anteil des freien Calciums beeinflussen. Die Prävalenz der Hyperkalzämie beträgt unter hospitalisierten Patienten ungefähr 1 %. Von einer hyperkalzämischen Krise spricht man ab einem Gesamtserumcalcium von >3,5 mmol/l, hier treten Polyurie, Erbrechen, Exsikkose mit Fieber, Psychosen und schließlich Koma auf.

## Ursachen
Eine Hyperkalzämie kann auf drei verschiedenen Arten im Körper entstehen. Durch eine Verschiebung des Knochenstoffwechsels Richtung Knochenabbau wird von Osteoklasten vermehrt Calcium freigesetzt, welches in die Blutbahn übergeht. Eine erhöhte Calciumaufnahme über den Darm sowie eine verminderte Ausscheidung von Calcium im Urin sind seltenere Mechanismen bei der Entstehung einer Hyperkalzämie.
Eine mögliche Ursache einer Hyperkalzämie ist Knochenabbau und Kalziumfreisetzung durch eine bösartige Tumorerkrankung. Hierbei kann es durch die direkte Invasion von Knochenmetastasen zu einer Calciumfreisetzung kommen. Ebenso produzieren viele Tumoren Faktoren, welche die Calciumaufnahme aus dem Knochen steigern können. Das von Tumorzellen produzierte Parathormon-related protein (PTHrP) ist dem körpereigenen Parathormon ähnlich und aktiviert den Parathormonrezeptor auf Osteoklasten. Myelomzellen und Lymphoblasten von Lymphomen können die Osteoklastenaktivität durch Produktion von Interleukin-1-Alpha, Interleukin-1-Beta und Interleukin-6 sowie Tumornekrosefaktor steigern. Im Rahmen eines Morbus Hodgkin oder eines T-Zell-Lymphoms kann es zur Produktion von Calcitriol von Tumorzellen und somit zu einer erhöhten Calciumaufnahme kommen.
Eine tumorassoziierte Hyperkalzämie kann bei allen Krebsarten auftreten und findet sich bei bis zu 30 % aller Krebspatienten. Sie ist meist eine Komplikation im fortgeschrittenen Krebsstadium und dadurch mit einer schlechten Prognose assoziiert. Am häufigsten wird die Hyperkalzämie bei nichtkleinzelligem Bronchialkarzinom, Brustkrebs, Multiplem Myleom, Kopf-Hals-Karzinom, Urothelkarzinom und Ovarialkarzinom beobachtet.
Die häufigste Ursache einer Hyperkalzämie ist ein primärer Hyperparathyreoidismus (Nebenschilddrüsenüberfunktion). Hier sorgt ein gutartiger Nebenschilddrüsenknoten, eine diffuse Zellvermehrung einer von vier Nebenschilddrüsen durch eine Überproduktion von Parathormon zum erhöhten Calciumspiegel im Blut.
Eine weitere häufige Ursache ist der Beginn einer Vitamin-D-Substitution.
Der sekundäre Hyperparathyreoidismus, der fast nur bei chronischem Nierenversagen vorkommt, führt nur selten zu einer manifesten Hyperkalzämie, da durch den meist gleichzeitig vorliegenden Calcitriolmangel auch die Calciumaufnahme in den Körper vermindert ist.
Eine Schilddrüsenüberfunktion, eine Akromegalie oder ein Phäochromozytom können ebenso zu einer Hyperkalzämie führen. Ebenso können granulomatöse Erkrankungen durch Überproduktion von Calcitriol in den die Granulome bildenden Makrophagen den Calciumspiegel im Blut erhöhen. Häufig ist dies bei einer Sarkoidose. Es sind auch Fälle bei Tuberkulose, Lepra und Berylliose beschrieben.
Seltene genetische Erkrankungen können mit einer Hyperkalzämie einhergehen. Bei der metaphysären Chondrodysplasie Typ Jansen führt eine Mutation im Parathormonrezeptor zu einem gestörten Knochen- und Calciumstoffwechsel. Bei der familiären benignen hypokalziurischen Hyperkalzämie kommt es durch eine Mutation des G-Protein-gekoppelten Calciumrezeptors, der im Körper zur Feststellung des Blutkalziumspiegels dient, zu einer Hyperkalzämie, die jedoch keine bedrohlichen Beschwerden mit sich bringt.
Eine plötzliche Immobilisation kann, insbesondere bei vorher aktiven Patienten mit aktivem Knochenstoffwechsel, zu einer Hyperkalzämie führen. Ebenso tritt bei rund einem Viertel der Patienten, welche im Rahmen einer Rhabdomyolyse ein akutes Nierenversagen erleiden, eine Hyperkalzämie auf. Diese wird auf die Mobilisation von Calcium aus den geschädigten Muskelzellen zurückgeführt.
Eine Überladung des Körpers mit Vitamin A oder Vitamin D kann über die Steigerung der Calciumaufnahme zur Hyperkalzämie führen. Thiaziddiuretika hemmen die Calciumausscheidung der Niere. Das Gleiche gilt für das Psychopharmakon Lithium. Bei Einnahme von hohen Calciumdosen und Antazida kann es durch vermehrte Calciumaufnahme zum Milch-Alkali-Syndrom kommen.

## Beschwerden
Die Ausbildung von Beschwerden ist variabel und ist vor allem von der Geschwindigkeit der Entstehung der Hyperkalzämie abhängig. Schnell entstandene Stoffwechselstörungen führen bereits bei gering erhöhten Laborwerten zu Beschwerden, dagegen können langsam entstandene Störungen symptomlos bleiben. Als Frühsymptome zeigen sich eine erhöhte Ermüdbarkeit, Muskelschwäche, Konzentrationsstörungen, Nervosität oder auch Depressionen. Darauf folgend kommt es zur Ausbildung von Beschwerden des Verdauungstrakts. Hier kommt es zu Übelkeit, Verstopfung, Erbrechen und selten zu Magengeschwüren oder einer Bauchspeicheldrüsenentzündung. An der Niere führt der erhöhte Kalziumspiegel zu einer Steigerung der Urinmenge, welche durch Flüssigkeitsverlust und Ablagerung von Kalziumkristallen zu einer tubulointerstitiellen Nierenschädigung im Sinne einer Nephrokalzinose führt. Ebenso können Kalziumsteine an den Nieren oder den ableitenden Harnwegen auftreten. Bei Fortschreiten der Blutsalzstörung können sich die neuropsychiatrischen Beschwerden zu einem Koma auswachsen. Durch die Ansammlung von Kalziumkristallen kann es am Auge zu einer Konjunktivitis oder einer Keratitis kommen. Am Herzen führt die Hyperkalzämie zu einer Steigerung der Kontraktilität und kann zu einer erhöhten Toxizität von Digitalisglykosiden führen.

## Diagnose
Die Diagnose wird laborchemisch über ein erhöhtes Serumcalcium gestellt. Zur Abklärung der Ursache einer Hyperkalzämie müssen eine Tumorsuche (z. B. Abdomen-Sonografie, Röntgen-Thorax, bei Frauen Mammografie) veranlasst und zusätzlich folgende Parameter bestimmt werden: Parathormon (PTH intakt), Parathormonverwandtes Peptid (PTHrP), 1,25-(OH)2-Vitamin D3, 25-OH-Vitamin D3.

## Therapie
Der primäre (gutartige) Hyperparathyreoidismus (Nebenschilddrüsenüberfunktion) wird durch einen einfachen endoskopischen Eingriff endgültig geheilt, nach vorheriger Szintigraphie der Polkörperchen. Die Hyperkalzämie bildet sich kurzzeitig zurück. Ggf. sind passager Anxiolytika sinnvoll.
Die Behandlung einer malignen Hyperkalzämie sollte der Schwere des Beschwerdebildes angepasst sein. Als beste Therapie gilt die Behandlung der zu Grunde liegenden Erkrankung der Calciumstoffwechselstörung. Aufgrund des klinischen Bildes oder einer Nichtbehandelbarkeit der Grunderkrankung ist es jedoch oft notwendig den Calciumspiegel im Blut kurzfristig oder dauerhaft zu senken. Es besteht Konsens darüber, dass ein Gesamtcalcium von 3,5 mmol/l mit entsprechenden Beschwerden einen potentiell lebensbedrohlichen Notfall im Sinne einer hyperkalzämen Krise darstellt und einer umgehenden Senkung des Calciumsspiegels unter intensivmedizinischen Bedingungen bedarf.
Durch die intravenöse Gabe von Flüssigkeit kann das Calcium im Blut gesenkt werden. Da bei den meisten Patienten mit Hyperkalzämie eine Austrocknung vorliegt, ist dies die wichtigste Maßnahme zum Schutz der Nierenfunktion. Durch die Gabe von Schleifendiuretika wird die Calcium- und Flüssigkeitsausscheidung über die Niere erhöht. Die Behandlung mit Flüssigkeit und Diuretika kann durch vorbestehende Erkrankungen des Herz/Kreislaufsystems oder einer vorbestehenden Niereninsuffizienz erschwert werden.
Zur akuten Senkung des Calciumspiegels kann das Hormon Calcitonin verabreicht werden, welches den Calciumspiegel binnen Stunden senkt. Der Einsatz des Hormons als Monotherapie ist nicht sinnvoll, da binnen zwei Tagen durch eine Herunterregulation des Calcitoninrezeptors an den Zielzellen mit einem vollständigen Wirkverlust des Hormons zu rechnen ist. Calcitonin sollte bei schwer betroffenen Patienten zusammen mit einem langsamer wirksamen Medikament verabreicht werden und sorgt für einen kurzfristigen Abfall des Calciumspiegels bis andere Medikamente oder Maßnahmen greifen.
Mittel der Wahl zur dauerhaften Senkung des Calciumspiegels stellen Bisphosphonate dar, welche den Knochenabbau durch Osteoklasten und die Calcitriolbildung hemmen. Wirkstoffe dieser Klasse können je nach Schwere des Krankheitsbildes intravenös oder peroral verabreicht werden. Viele Hersteller raten aufgrund mangelnder Datenlage bei Einsatz bei Patienten mit einem Nierenschaden ab, aufgrund ihrer Effizienz werden die Medikamente dennoch häufig trotzdem eingesetzt. Bisphosphonate induzieren einen Abfall des Calciumspiegels binnen 48 Stunden. Die maximale Wirkung dieser Medikamentenklasse tritt nach rund sechs Tagen ein und eine messbare Wirkung dauert bis zu dreißig Tagen an. Gängige heutige Wirkstoffe sind Pamidronat und Zoledronat, wobei Zoledronat den Calciumspiegel stärker senkt als Pamidronat. Die Dosis der Medikamente muss an den Calciumspiegel und bei Zoledronat gegebenenfalls auch an die Nierenfunktion angepasst werden. Um das Risiko für das Auftreten eines Nierenschadens zu vermeiden, sollte bei Patienten mit Nierenversagen die Infusionsgeschwindigkeit des Wirkstoffes verlängert werden. Pamidronat muss bei Nierenschwäche nicht dosisreduziert werden. Zoledronat wurde in dieser Indikation bis zu Kreatinin-Werten von 4,5 mg/dl untersucht. Die Dosierung sollte hier nach Risiko-Nutzen-Abwägung erfolgen, gemäß der Fachinformation ist bei Tumorhyperkalzämie hier ebenfalls voll dosierbar.
Kortikosteroide antagonisieren die Wirkung von Calcitriol und sind besonders bei Patienten mit granulomatösen Erkrankungen oder einer Vitamin-D-Überladung effektiv. Das Antimykotikum Ketoconazol hemmt ebenso die Bildung von Calcitriol und kann bei der Behandlung der Hyperkalzämie off-label eingesetzt werden.
Bei Calciumspiegelerhöhungen mit geringen Beschwerden kann bei Vorliegen eines Hyperparathyreoidismus Cinacalcet eingesetzt werden, welches die Empfindlichkeit des körpereigenen Kalziumrezeptors steigert.
Bei lebensbedrohlichen, therapierefraktären Hyperkalzämien ist eine notfallmäßige Hämodialyse angezeigt, bei der durch den Einsatz eines calciumarmen oder -freien Dialysats Calcium aus dem Blut des Patienten entfernt wird.

## Prognose
Die Letalität einer hyperkalzämischen Krise liegt bei bis zu 50 %.

## Pseudohyperkalzämie
Etwa die Hälfte des Serumcalciums ist an Albumin und andere Serumproteine gebunden. Entscheidend für die physiologische Wirkung ist jedoch nur das freie protein-ungebundene Calcium, das jedoch mit dem protein-gebundenen in einem dynamischen Gleichgewicht steht. Bei einem hohen Eiweißspiegel im Blut kann es zu einer Pseudohyperkalzämie kommen. Scheinbar ist der Calciumspiegel im Blut erhöht, tatsächlich ist aber nur der proteingebundene Anteil erhöht und das freie Serumcalcium normal.